# أندريه كاراطائف
أندريه كاراطائف (بالروسية : Андрей Витальевич Коротаев) من مواليد 17 فبراير 1961 بموسكو. هو عالم اجتماع واقتصادي ومؤرخ روسي معاصر مشهور. اهتماماته الرئيسية في مجال إستراتيجية الأمن القومي، وتحقيق الديمقراطية في البلدان النامية، والعوامل الثقافية التي تؤثر على السياسة العالمية.

## مساهماته
إنّ كاراطائف معروف بترجماته لمقدّمة ابن خلدون ودراساته لتاريخ اليمن القديم وأصل الإسلام وتاريخ مصر في العصر الإسلاميّ. وهو معروف كذلك بنماذجه الرياضيّة لتطوّر المنظومة العالميّة (the World System) وبحوثه في نظريّة التطوّر الاجتماعيّ ودورات طويلة الأمد للديناميكا الاقتصادية العالمية (تساوي مدة كل من تلك الدورات أو الموجات بين 50 و60 سنة) وتلك الدورات معروفة الآن كموجات كوندراتييف .وكذلك تركزت اعمالة عن اقتصاديات الرفاهية والفقر.

### تطوّر الأنظمة الاجتماعيّة اليمنيّة
لقد درس بنجاح التيّارات العامّة لتطوّر الأنظمة الاجتماعيّة اليمنيّة بين القرن العاشر قبل الميلاد والقرن العشرين بعد الميلاد. وقد أوضح أنّ المنظومات القبليّة اليمنيّة ليست بمنظومات بدائيّة فهي ظهرت في أوائل العصر الإسلاميّ علی أساس الممالك العربيّة القديمة.

### النمذجة الرياضيّة لتطوّر المنظومة العالميّة
أوضح كاراطائف في مجال النمذجة الرياضيّة لتطوّر المنظومة العالميّة أنّه من الممكن تفسير النموّ السكانيّ العالميّ الزائديّ المقطع كنتيجة عمل آلة التغذية الاسترجاعيّة الإيجابيّة غير الخطّيّة من الدرجة الثانية
(nonlinear second order positive feedback mechanism) والتي قد ثُبِّتَتْ أن تولّد النموّ الزائدي المقطع المعروف أيضاً ك«نظام الانفجار» (blow-up regime).]]. ونعني هنا آلة التغذية الاسترجاعية الإيجابية بين التطوّر التكنولوجي والنموّ السكّاني والتي يمكن وصفها بالطريقة التالية: ازدياد عدد السكان ← ازدياد عدد المخترعين المحتملين ← تسارع التطوّر التكنولوجي ← تسارع ازدياد السعة الحاملة للأرض ← تسارع النموّ السكّاني ← مع عدد أكبر من الناس يزيد عدد المخترعين المحتملين ← تسارع التطوّر التكنولوجي ← الخ. كما أنه كشف الموجات الطويلة في الديناميات العالمية للاختراعات.

### التطور السياسي السكاني لمصر وروسيا

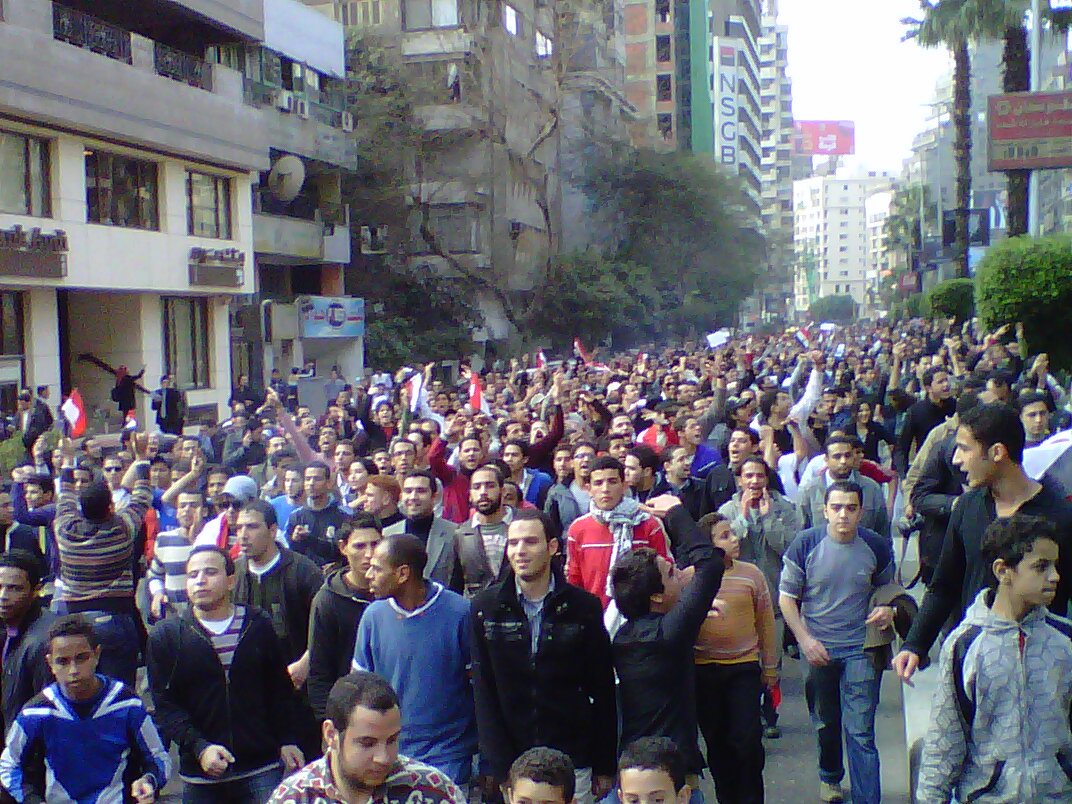
ثورة 25 يناير في مصر

قام كاراطائف بالنمذجة الرياضية للتطور السياسي السكاني لمصر مستخدما مقدّمة ابن خلدون أساسا نظريا لتلك النمذجة  ، كما قام بتحليل العوامل السكانية البنيوية لثورة 25 يناير في مصر.
وإضافة إلی ذلك ساهم كاراطائف مساهمة ملحوظة في دراسة الأزمة السكانية في روسيا الحديثة. فقدم كاراطائف مساهمة كبيرة لدراسة عوامل الأزمة الديموغرافية الروسية الحالية بالتعاون مع داريا خالتورينا. حيث قاما بتبيان أن روسيا ما بعد الاتحاد السوفييتي تعاني من واحد من أعلى انتشارات المشاكل المرتبطة بالكحول في العالم، والذي بدوره يساهم بارتفاع نسب الوفيات في المنطقة. وتقليل المشاكل المرتبطة بالكحول في روسيا من الممكن أن يكون له تأثيرات قوية على انخفاض الوفيات. فقد حللا مقبولية تطبيق مبادئ عامة لسياسة الكحول المترجمة في روسيا الاتحادية. وقد بين كاراطائف وخالتورينا أن مناهج سياسة الكحول بإمكانها أن تُطَبَق بنفس الطرق التي طُبِقَت بها في بلدان أخرى. وبالإضافة إلى ذلك، يجب أن يكون هناك اهتمام خاص لتقليل استهلاك المشروبات الروحية المقطرة، الإنتاج غير القانوني للكحول، استهلاك الكحول غير الكحولية، وتطبيق القوانين الحكومية الحالية. تنبؤا في أواخر عام 2014 بزيادة الوفيات في روسيا للبدء في اوائل عام 2015.

### العولمة الحديثة والقديمة
أوضح كاراطائف أنه للعولمة الحديثة أصول قديمة حقا . فوفقا لإمانوئيل وليرستاين (Immanuel Wallerstein) ظهرت المنظومة العالمية الحديثة المتمركزة على الشمال الأطلسي في ما يسمى بالقرن السادس عشر الطويل على أساس ما يسمى بالمنظومة العالمية الأوربية التي نشأت قبل ذلك بعدة قرون . وفي نفس الوقت يعتقد اندريه غوندر فرنك أن المنظومة العالمية ظهرت في الشرق الأدنى ﴿ في مصر والعراق قبل كل شيء ﴾ منذ خمسة آلاف سنة على أقل . ومن الواضح أن العولمة الحديثة نشأت إلى حد ما نتيجة لتحقق الطاقات المعولمة لإحدى المنظومات العالمية التي تطورت قبل العهد الحديث ، أي المنظومة الأوربية . ولكن هناك سؤال ׃ ״ هل كانت تلك الطاقات المعولمة قبل العهد الحديث عند منظومات عالمية غير أوربية ؟ ״ ويجيب كاراطائف على هذا السؤال جوابا إيجبيا . وكاراطائف متأكد تأكدا كاملا أن تلك الطاقات المعولمة كانت عند المنظومة العالمية الإسلامية ﴿ أي الحضارة الإسلامية ﴾ . وإن تحليله للطاقات المعولمة للحضارة الإسلامية يوضح أن الحضارة الإسلامية أظهرت قدرتها أن تتوسع بدون فقدان وحدتها النظامية . ووفقا لكاراطائف يتفسر ذلك بوجود عدة مؤسسات إسلامية حافظت على وحدة المنظومة الإسلامية ، ومن أهمها مؤسسة الحج . فإن هذه المؤسسة كانت عبارة عن الجهاز الاجتماعي المهم الذي ضمن التكامل لشبكة التعامل الإسلامية الواسعة في ظروف عدم وجود وحدتها السياسية . وإن مؤسسة الحج ضمنت وحدة بعض القيم الروحانية والصيغ الاجتماعية والسياسية المهمة في كل المجتمعات المنتمية لهذه المنظومة . وإن مؤسسة الحج ضمنت الاجتماع السنوي لممثلي كل المجتمعات المنتمية لشبكة التعامل الإسلامية ، وهي ضمنت تبادل المعلومات بينهم وإعادة التكامل للمنظومة الخ ... والمهم أنه في العهد الحديث أصبحت شبكة التعامل الإسلامية عالمية حقا . ولذلك من الممكن القول إن الحضارة الإسلامية قد حققت إلى حد ما طاقاتها المعولمة . ولذلك يشك كاراطائف في أن العولمة الحديثة هي مخلوق الحضارة الغربية فقط ، فيقول إن المنظومة العالمية الحديثة تشكلت نتيجة لتحقق الطاقات المعولمة لعدة حضارات ، بينها الحضارة الإسلامية . ويعتبر المنظومة العالمية الحديثة منظومة شبكات عالمية متعاملة آخذا بعين الاعتبار أن بعض تلك الشبكات خلقتها حضارات غير غربية ، وبينها ، طبعا ، الحضارة الإسلامية . 

## الأساطير والجينات والتاريخ العميق
كان كاراطائف أيضًا أحد الرواد (سويًا مع داريا خالتورينا) من دراسة الترابط بين التوزيعات المكانية للأشكال الفولكلورية الأسطورية والعلامات الوراثية، بالإضافة إلى الخصائص اللغوية والهيكلية الاجتماعية، ونتج عنها في هذه المنطقة نتائج مميزة مع مراعاة إعادة بناء التاريخ العميق. وكما لوحظ من قبل جولين دي هوي وآخرون، فإن «كاراطائف وخالتورينا أظهروا ترابطًا إحصائيًا بين التوزيعات المكانية للزخارف الأسطورية والعلامات الوراثية، أعلى من 4000 كم بكثير... ترابطات كهذه تسمح لنا بإعادة بناء الأسطورة بشكل مُفصّل... أُحضِرَت إلى العالم الجديد من جنوب سيبيريا بواسطة ثلاث موجات هجرة من العصر الحجري القديم»

## حياته

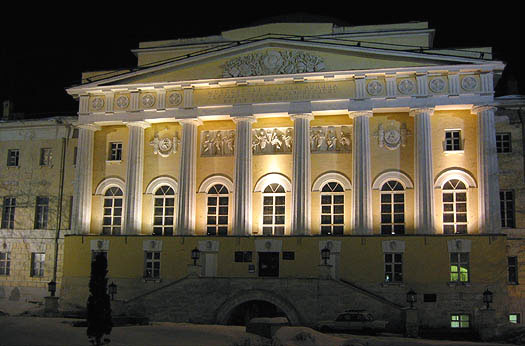
جامعة موسكو.

ولد أندريه كاراطائف في مدينة موسكو في روسيا في فيبراير 1961. وفي سنة 1978 دخل جامعة موسكو، وتخرج منها سنة 1984.
سنة 1986 التحق بالدراسات العليا لمركز الدراسات الشرقية لأكاديمية العلوم الروسية وفي سنة 1990 حصل علی درجة الدوكتوراه. وقام ببحوثات ميدانية في بلدان عديدة من آسيا وإفريقيا مثل ليبيا ومصر واليمن ولبنان والإمارات العربية المتحدة وتونس وتنزانيا ونيجيريا وكينيا وغيرها.
وهو حاليا مدير مركز الدراسات الشرقية التابع للجامعة الروسية للدراسات الإنسانية في مدينة موسكو. وهو أيضا رئيس مختبر الرصد من مخاطر زعزعة الاستقرار السياسي من المدرسة العليا للاقتصاد، وأستاذ باحث في مركز الدراسات الشرقية ومركز الدراسات الإفريقية التابع لأكاديمية العلوم الروسية.

## منشوراته
ألّف كاراطائف 21 كتاباً وأكثر من 200 مقالة منشورة في مجلّات ومنشورات علميّة في
الولايات المتّحدة
روسيا ومصر  وإسبانيا وألمانيا وإيطاليا وبلجيكا والتشيك والدانمارك
والسويد والصين
وفرنسا ومجر والمملكة المتحدة
والنمسا
والنرويج ونيوزيلندا
واليابان واليمن الخ .